# JAYWALK SUPER BEST
『JAYWALK SUPER BEST』（ジェイウォーク・スーパーベスト）は、JAYWALK10枚目のベスト・アルバム。2004年11月25日、meldacから発売された。

## 概要
「何も言えなくて… -THE BEST OF JAYWALK-」より9年4ヶ月振りのベスト・アルバム。8cmCDのみで発売されていた「何も言えなくて -WINTER VERSION-」が初めてアルバムに収録された。本作発売後の同年12月22日、「何も言えなくて…夏／JUST BECAUSE -LAST VERSION-」がマキシシングルで再発売された。

## 収録曲
1. RELAX
2. 何も言えなくて…夏 -ORIGINAL LONG VERSION-
3. 君にいて欲しい
4. 思い出に手を振って
5. JUST BECAUSE -LAST VERSION-
6. STARGAZER
7. SHE SAID
8. その胸のヒーロー
9. RELAY RUNNER
10. もしも…
11. 失くしてしまった手紙のように…
12. 大海 ～DA HAI～
13. 真夜中のプレステージ
14. 心の鐘を叩いてくれ
15. 何も言えなくて -WINTER VERSION-